# Środowisko pracy
Środowisko pracy − warunki środowiska materialnego (określonego czynnikami fizycznymi, chemicznymi i biologicznymi), w którym odbywa się proces pracy.